# بطولة تونس للكرة الطائرة للرجال 2023–24
بطولة تونس للكرة الطائرة للرجال 2023-2024 هو الموسم رقم 69 من بطولة تونس للكرة الطائرة للرجال.

فاز بهذا الموسم الترجي الرياضي التونسي.

## روابط خارجية
- الموقع الرسمي للجامعة التونسية للكرة الطائرة.